# Amplitempora captiocula
Amplitempora captiocula är en skalbaggsart som beskrevs av Giesbert 1996. Amplitempora captiocula ingår i släktet Amplitempora och familjen långhorningar.
Artens utbredningsområde är Panama. Inga underarter finns listade i Catalogue of Life.